# Баринас (држава Венецуеле)
Баринас (шп. Estado Barinas), једна је од 23 државе у Боливарској Републици Венецуели . Главни град је Баринас. Ова савезна држава покрива укупну површину од 35.200 км ² и има 821.635 становника (2011).
Бивши председник Венецуеле, Уго Чавез је рођен у овој држави. Његов брат Адан Чавес је гувернер државе Баринас.